# Zatonje
Zatonje es un pueblo ubicado en el municipio de Veliko Gradište, en el distrito de Braničevo, Serbia.

## Superficie
Posee una superficie de 22,05 kilómetros cuadrados.

## Demografía
Hasta 2011 la población era de 623 habitantes, con una densidad de población de 28,26 habitantes por kilómetro cuadrado.